# Werner Schwab
Werner Schwab, född 4 februari 1958 i Graz i Österrike, död 1 januari 1994 i Graz, var en österrikisk dramatiker och bildkonstnär.

## Biografi
Efter att ha hoppat av konststudier vid  Kunstgewerbeschule i Graz studerade han mellan 1978 och 1982 skulptur på Akademie der bildenden Künste i wien och under 1980-talet var han verksam som bildkonstnär. Han debuterade som dramatiker 1990 på Künstlerhaus Wien med Die Präsidentinnen (Presidentskorna). Innan sin tidiga död fyra år senare hann han skriva 16 pjäser, varav åtta hann uppföras under hans livstid. Hans dramatik som lånar vissa drag från folklustspelen kan beskrivas som expressionistisk civilisationskritik, han har jämförts med dramatiker som Rainer Werner Fassbinder, Elfriede Jelinek och Thomas Bernhard. Alkoholism, incest, utlevande sexualitet, mord, kannibalism, smärta, lidande och extas är teman som återkommer. Dialogerna drivs framåt av våldsamma utbrott, "personerna är uppfyllda av furiösa och vilsekomna passioner och dras ständigt till det låga och animaliska" (Jesper Olsson, DN). Han var inte rädd för att provocera och kasta sin pessimistiska människosyn i ansiktet på publiken, men bakom det cyniska och vulgära skymtade tvivel desperation. Schwabs liv har beskrivits som självförbrännande.
1997 gavs En världslig totalsmädelse ut i översättning av Ulf Peter Hallberg med två pjästexter samt teateressäer.

## Uppsättningar i Sverige
- 1995 Presidentskorna (Die Präsidentinnen), Grupp 98, Stockholm, översättning Barbro Larsson & Erik Söderberg, regi Thorsten Flinck, med bl.a. My Holmsten
- 1995 Folkmord eller Min lever är meningslös (Volksvernichtung oder Meine Leber ist sinnlos), Radioteatern, översättning Ulf Peter Hallberg, regi Stefan Johansson, med bl.a. Birgitta Valberg, Reine Brynolfsson, Yvonne Lombard, Björn Gedda & Gun Arvidsson
- 1997 Folkmord, Malmö stadsteater, översättning Ulf Peter Hallberg, regi Staffan Valdemar Holm
- 1998 Elnöknők (Presidentskorna), gästspel av Katona Jozsef Shínház, Budapest på Dramaten, regi Parti Nagy Lajos
- 1999 Prezidentky (Presidentskorna), gästspel av Teatr Polski we Wrocławiu, Wrocław hos Teater Replica, Stockholm, regi Krystian Lupa
- 2000 Presidentskorna, Cinnober Teater, Göteborg, översättning Göran Nilsson, regi Svante Aulis Löwenborg
- 2010 Det du inte såg (Presidentskorna), Barnens underjordiska scen, Stockholm, regi Anne Jonsson
- 2016 Folkmord eller Min lever är meningslös, Teater Tillsammans, Stockholm, översättning Ulf Peter Hallberg, regi Hjalmar Wide
- 2016 Presidenterna, Dramaten, översättning Linda Östergaard, regi Staffan Valdemar Holm, med Ingela Olsson, Lena Endre & Stina Ekblad